# Роголо
Роголо, Роґоло (італ. Rogolo) — муніципалітет в Італії, у регіоні Ломбардія, провінція Сондріо.
Роголо розташоване на відстані близько 530 км на північний захід від Рима, 80 км на північ від Мілана, 30 км на захід від Сондріо.
Населення — 568 осіб (2014).
Покровитель — Sant'Abbondio.

## Демографія
Населення за роками:

Станом на 1 січня 2023 року в муніципалітеті офіційно проживало 57 іноземців з 11 країн, серед них 21 громадянин країн Євросоюзу та 6 громадян України.

## Сусідні муніципалітети
- Андало-Вальтелліно
- Козіо-Вальтелліно
- Делебіо
- Мантелло
- Педезіна
- Премана
- Разура